# 협엽초본

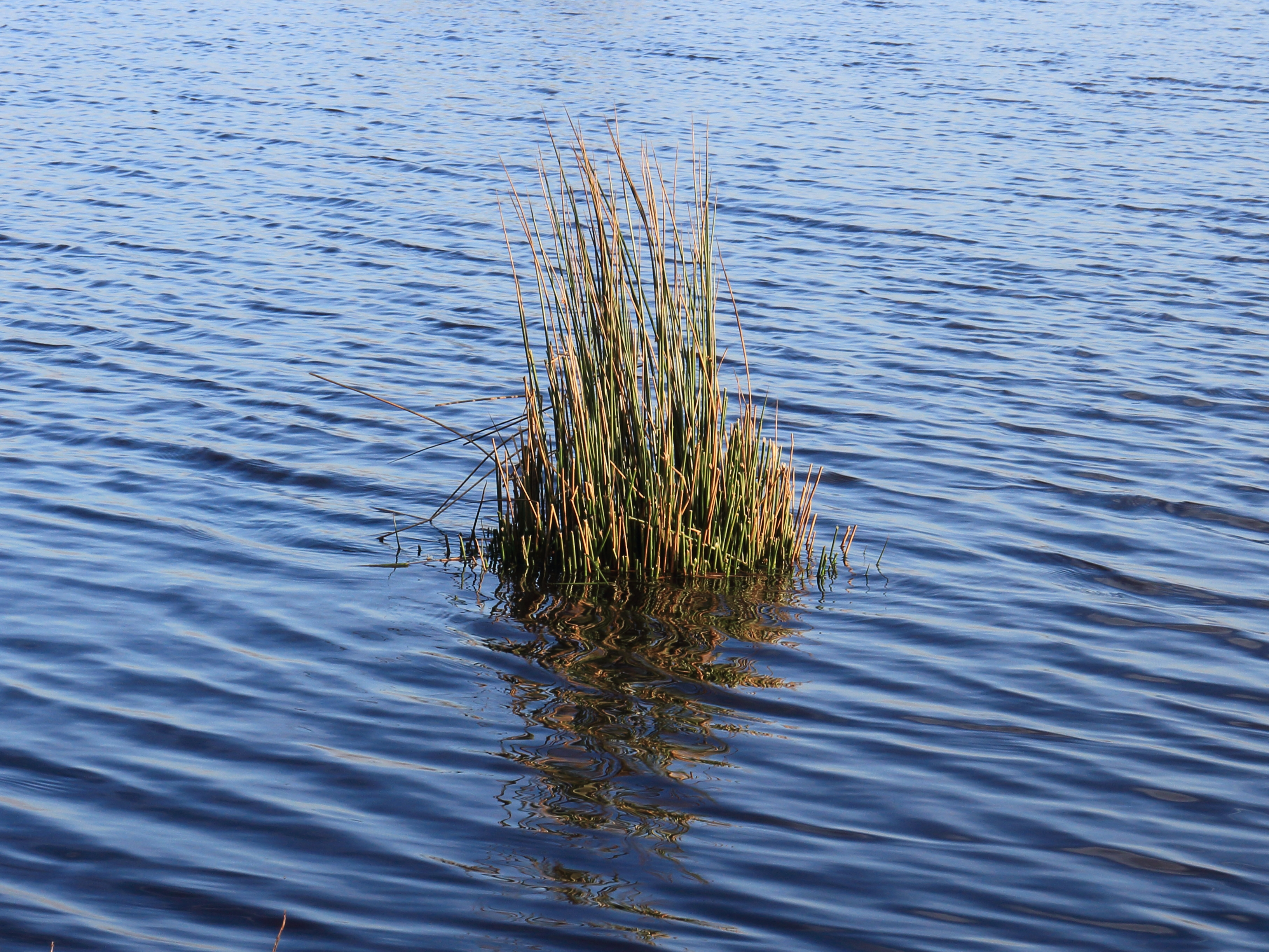
골풀.

협엽초본(graminoid)은 화본식물을 비롯해서 화본식물과 비슷한 형태적 특징을 보이는 초본식물들(화초[grasses], 사초[sedges], 인초[rushes] 등)이다. 이파리가 길고 좁아 칼날처럼 생겼다. 협엽초본이 아닌 초본식물은 광엽초본(forbs)이라고 한다.

## 같이 보기
- 해초